# Minnesota Commercial Railway

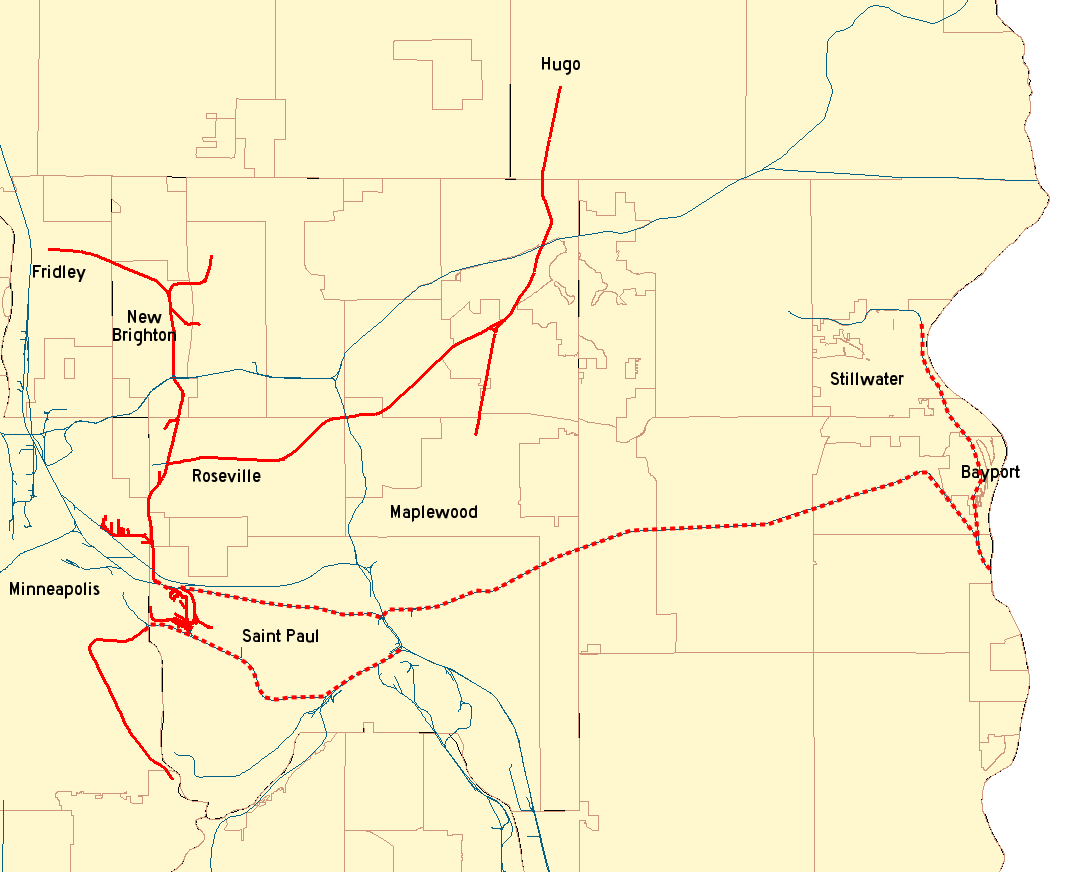
Streckennetz

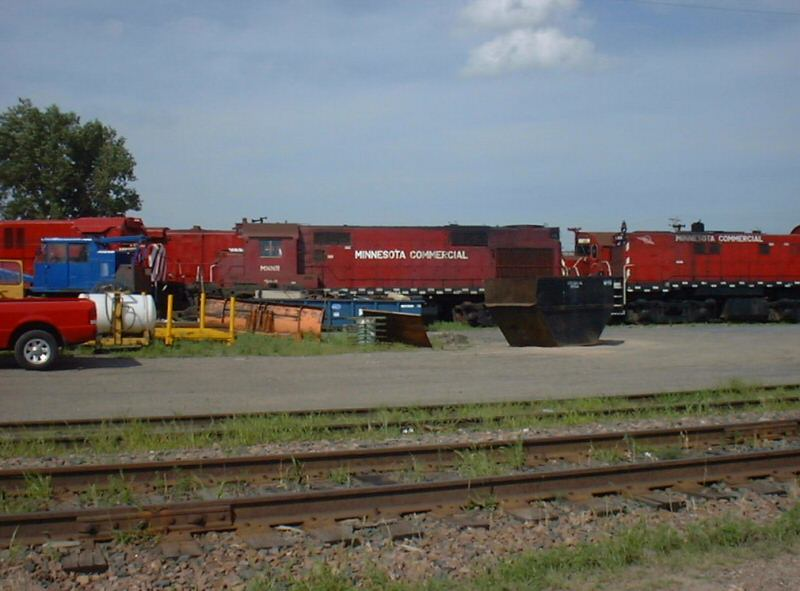
Lokomotive der Minnesota Commercial Railway

Die Minnesota Commercial Railway (AAR-Reporting mark: MNNR) ist eine amerikanische Rangier-Eisenbahngesellschaft im Bereich der Twin Cities.
Die Gesellschaft befährt ein Streckennetz von rund 200 Kilometer. Sie verfügt über rund 100 Beschäftigte und 43 teils verschiedene Diesellokomotiven von GE, EMD, ALCO sowie Montreal Locomotive Works.
Die MNNR hat Verbindung zur BNSF Railway, Canadian Pacific Railway, Union Pacific Railroad, Canadian National Railway und zur Twin Cities and Western Railroad und bedient in ihrem Einzugsgebiet verschiedene Kunden mit Bahnanschluss. Außerdem stellt sie den Güterverkehr zwischen den überregionalen Bahngesellschaften sicher.
Die Gesellschaft entstand aus der „Minnesota Transfer Railway“ (MTFR). Diese am 1. März 1883 gegründete Eisenbahn gehörte den die Twin Cities berührenden Bahngesellschaften und diente dem gegenseitigen Austausch von Güterwagen. Am 1. Februar  1987 erwarb die Minnesota Commercial Railway unter der Führung des Unternehmensberaters John Gohmann die MTFR.